# Múscul cremàster
El múscul cremàster (musculus cremaster) és un múscul que es troba en el plec de l'engonal i les bosses testiculars, on forma la túnica eritroide, la túnica muscular de la bossa testicular. El cremàster es desenvolupa en tota la seva extensió només en els homes. En les dones està present en forma de només uns bucles musculars; és més petit i es troba en el lligament rodó. En rates, s'ha demostrat que els músculs cremàster es desenvolupa a partir del bulb del governall del testicle.
En els homes, el múscul cremàster és una capa prima de múscul esquelètic que es troba al canal inguinal i l'escrot entre les capes externes i internes de fàscia espermàtica, i envolta el testicle i el cordó espermàtic. El múscul cremàster és una estructura parella, amb un múscul a cada costat del cos. Anatòmicament, hi ha dos parts: el múscul cremàster lateral s'origina en el múscul oblic intern, just per sobre de la canal inguinal; el múscul cremàster medial s'origina al lligament inguinal. El múscul cremàster medial, que de vegades està absent, s'origina en el tubercle del pubis i de vegades la cresta del pubis lateral. Tant inserir en la túnica vaginal, sota del testicle. És considerat com una extensió de l'oblic menor de l'abdomen. S'insereix, per dalt, al lligament de Poupard.
La irrigació va a càrrec de l'artèria cremasteriana o espermàtica externa. Està innervat per la branca genital del nervi genitofemoral. La innervació i el subministrament vascular és clarament diferent de la de l'oblic intern. La funció del múscul cremàster fonamentalment és la de pujar i baixar els testicles amb la finalitat de regular la temperatura escrotal per aconseguir una espermatogènesi òptima.

## Imatges

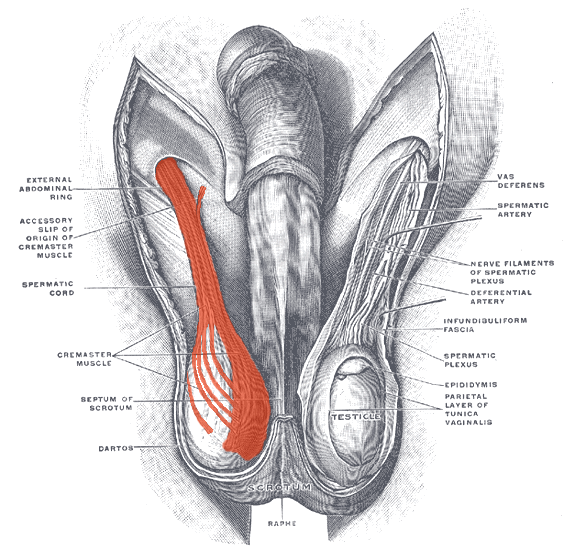
Escrot.
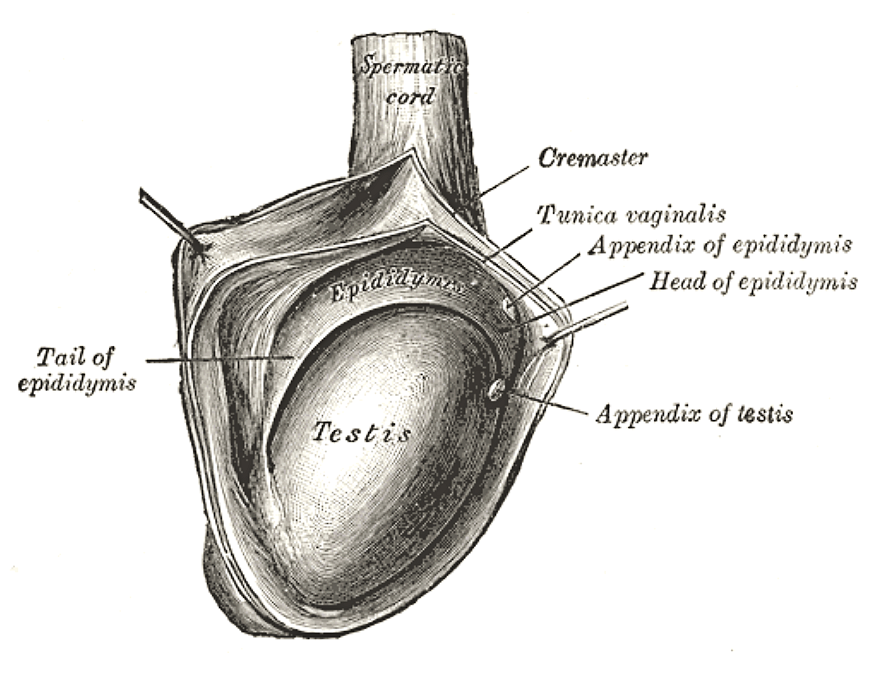
El testicle dret, amb la túnica vaginal.